# سي عزيز بن الحداد
محمد أمزيان بن علي الحداد (1842 - 1895) من زعماء مقاومة 1871 وهو قائد ديني مسلم صوفي من متبعين الطريقة الرحمانية، ولد بصدوق في الجزائر ويعد من أهم زعماء ثورة 1871 التي شارك فيها ثلث الجزائريين آنذاك. وهو من أهم المقاومين في القرن التاسع عشر في الجزائر بجانب الشيخ المقراني وبومزراق المقراني.
كان قائدا سابقا لعموشة وتاكيتونت، أما مكان ولادته فهو قرية احدادن بصدوق ولاية بجاية حاليا، من عائلة عريقة استقرت بالمنطقة منذ 4 قرون.

## ثورة المقرني 1871
انضم إلى ثورة 1871 التي أعلنها وقادها الشيخ محمد المقراني وعمل مع أخيه ووالده على إذكاء روح الجهاد والثورة في واد الساحل وبجاية.
بعد فشل معركتي جبال بابور وعموشة وتوالي الضربات والحصار الفرنسي قرر الاستسلام للفرنسيين حيث قدم للمحاكمة في قسنطينة رفقة قادة الثورة الباقين كبومزراق المقراني وغيرهم سنة 1873. حكم عليه بالنفي من الجزائر ومصادرة جميع أملاكه.
نفي السي عزيز إلى كاليدونيا الجديدة ووضع في معسكر يسمى بمعسكر العرب في حوض التوندا بالجزيرة. في سنة 1881 تمكن من الفرار إلى أستراليا ومنها إلى الحجاز حيث مكث في مكة وتزوج هناك.
توفي في سنة 21 من أغسطس 1895 بفرنسا التي مكث فيها بعد صدور العفو عنه مدة قصيرة قبل وفته.